# Fiat en Top Race
La participación de Fiat en la Top Race es una de las más recientes en la historia de la mencionada categoría. Su participación omenzaría a hacerse visible a partir del año 2011, cuando en un primer proyecto fue lanzado un equipo oficial de la marca en la divisional Top Race Series (en ese momento ex-Junior), poniendo en pista al modelo Fiat Linea como principal representante.
Con el paso de los años y gracias a las distintas evoluciones formuladas a los parques automotores, su presencia se ampliaría a las divisionales Top Race Series y finalmente al Top Race V6. Por otra parte, más allá de haber sido la marca más joven en incorporarse a la historia del Top Race, fue la primera en presentarse con un equipo oficial apoyado directamente por una terminal.
A lo largo de toda su participación en la historia de la categoría, el modelo utilizado para representación de la marca fue el Fiat Linea, ya sea siendo usada su silueta para la creación de las carrocerías, o bien sus rasgos de diseño frontal y trasero, para identificar carrocerías genéricas. Asimismo, ostenta en su palmarés un título dentro de la divisional Top Race Series, a través del piloto Lucas Ariel Guerra, consagrado en el año 2014 piloteando para la escuadra Sportteam.

## Historia
La historia de Fiat dentro de la categoría Top Race inició sobre finales del año 2011, cuando los representantes de la marca en el país expresaron su interés de participar en la categoría apoyando a un equipo de manera oficial. Si bien en esos años, la marca Alfa Romeo (propiedad de Fiat) tuvo inicialmente participación en el TRV6 y luego quedaría circunscripta únicamente a la divisional Top Race Junior, el objetivo fue el de mostrarse en la categoría con un equipo oficial. La presentación de la marca se dio dentro de la rebautizada divisional Top Race Series (llamada "Junior" hasta la segunda mitad de 2010), donde primeramente fueron fabricadas dos unidades experimentales, tomando como diseño la figura del modelo Fiat Linea. La atención del equipo fue confiada a la escuadra FS Motorsport, responsable de la atención y puesta en pista en ese entonces de las unidades del parque automotor de la categoría monomarca Fiat Linea Competizione, denominación que finalmente fuera utilizada para designar al nuevo equipo de Top Race.
Con el advenimiento de la primera reformulación dentro del parque automotor del Top Race, en el año 2012 el equipo decide expandir su participación hacia la remozada divisional Top Race Series, que a partir de ese año pasaba a adoptar el primitivo parque automotor del TRV6, mientras que el parque menor retomaba su primera denominación. La reformulación del TR Series, despertó el interés de Fiat por participar en esta divisional, siendo presentadas dos nuevas carrocerías del modelo Fiat Linea, amplificadas y adaptadas a la nueva categoría. A todo esto, el programa del equipo oficial de la divisional Top Race Junior continuaría primeramente con dos unidades y luego con tres. En el año 2013, Fiat retiró su apoyo oficial quedando la representación de la marca en manos de esfuerzos particulares. En esa temporada, en el Top Race Series se vería una participación muy inconsistente por parte del piloto Matías Lucero, mientras que en el Top Race Junior se destacó la de Alan Castellano, quien se presentó con un único Linea dando batalla por el título. Lamentablemente, la decisión de clausurar anticipadamente la temporada del TR Junior para dar paso a una nueva categoría zonal (Top Race NOA) hicieron mella en los planes de Castellano y de todos sus contrincantes, ya que se encontraron con un torneo que administrativamente fue declarado desierto. Más allá de estos panoramas, tras cumplirse la primera mitad del torneo otro Linea ingresaba a la divisional Series de la mano del piloto Lucas Valle, quien tras su paso por el TR Junior hacía su debut en la divisional Series.

### Primer título de Fiat en el Top Race

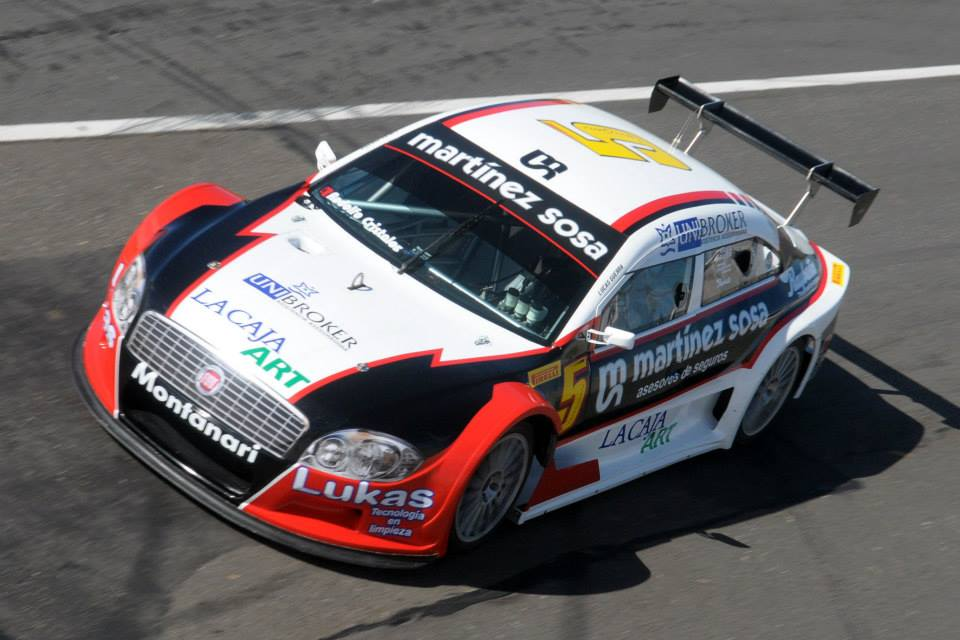
En el año 2014, Lucas Ariel Guerra obtuvo el primer campeonato de la marca Fiat en la historia de la Top Race, al consagrarse en la divisional Series.

En el año 2014 ocurre un recambio tecnológico muy importante para la divisional Top Race Series, al tomarse la decisión de adoptar carrozados genéricos para todo el parque automotor. Presentaban la particularidad de no poseer identificación con marcas y logotipos algunos, quedando por cuenta de quienes adquirían los prototipos. En este sentido, la escuadra Sportteam tomaría la decisión de ingresar a esta divisional poniendo en pista dos unidades a las que identificó con rasgos de diseño del modelo Fiat Linea en su frente y parte posterior. Otro equipo que recurrió a la misma práctica fue el Guidi Competición, en cuyas filas tenía reclutado al campeón reinante Henry Martin. Este año fue de gran importancia para la marca Fiat y el equipo Sportteam, ya que a través de su piloto Lucas Ariel Guerra obtuvo el campeonato de la divisional Series, complementando al obtenido por el equipo en la divisional TRV6, a través de su piloto Agustín Canapino.
Luego de obtenido el campeonato de 2014, en la temporada siguiente Lucas Guerra compitió en la primera mitad de la temporada, exhibiendo el "1" en los laterales de su unidad. Sin embargo, a pesar de esto la marca experimentó una merma en la cantidad de representantes, teniendo también inconvenientes debido a la irregularidad de muchos de ellos en cuanto a sus participaciones. De todos ellos, se destacó la figura de la joven piloto Violeta Pernice, quien al comando de un Linea concursó por el torneo de la Copa de Damas, un trofeo puesto en juego por parte de Top Race para alentar a la participación de las mujeres en el automovilismo argentino. Por otra parte, en el año 2015 la divisional zonal Top Race NOA creada en el año 2013, se sumó a la temática planteada por el Top Race Series, al anunciar la unificación de su parque automotor con el uso de un único carrozado para toda la categoría. La particularidad de esta decisión, revistió en el hecho de que el modelo elegido para llevar adelante esta reformulación, fue el de un carrozado que imitaba el diseño del modelo Fiat Linea, el cual al no poseer insignias frontales ni posteriores que lo identificasen como tal, permitía su identificación con otras marcas. Más allá de este detalle, varios competidores se presentaron a correr identificando a sus coches con los rasgos de diseño del propio Fiat Linea.

## Modelos actuales

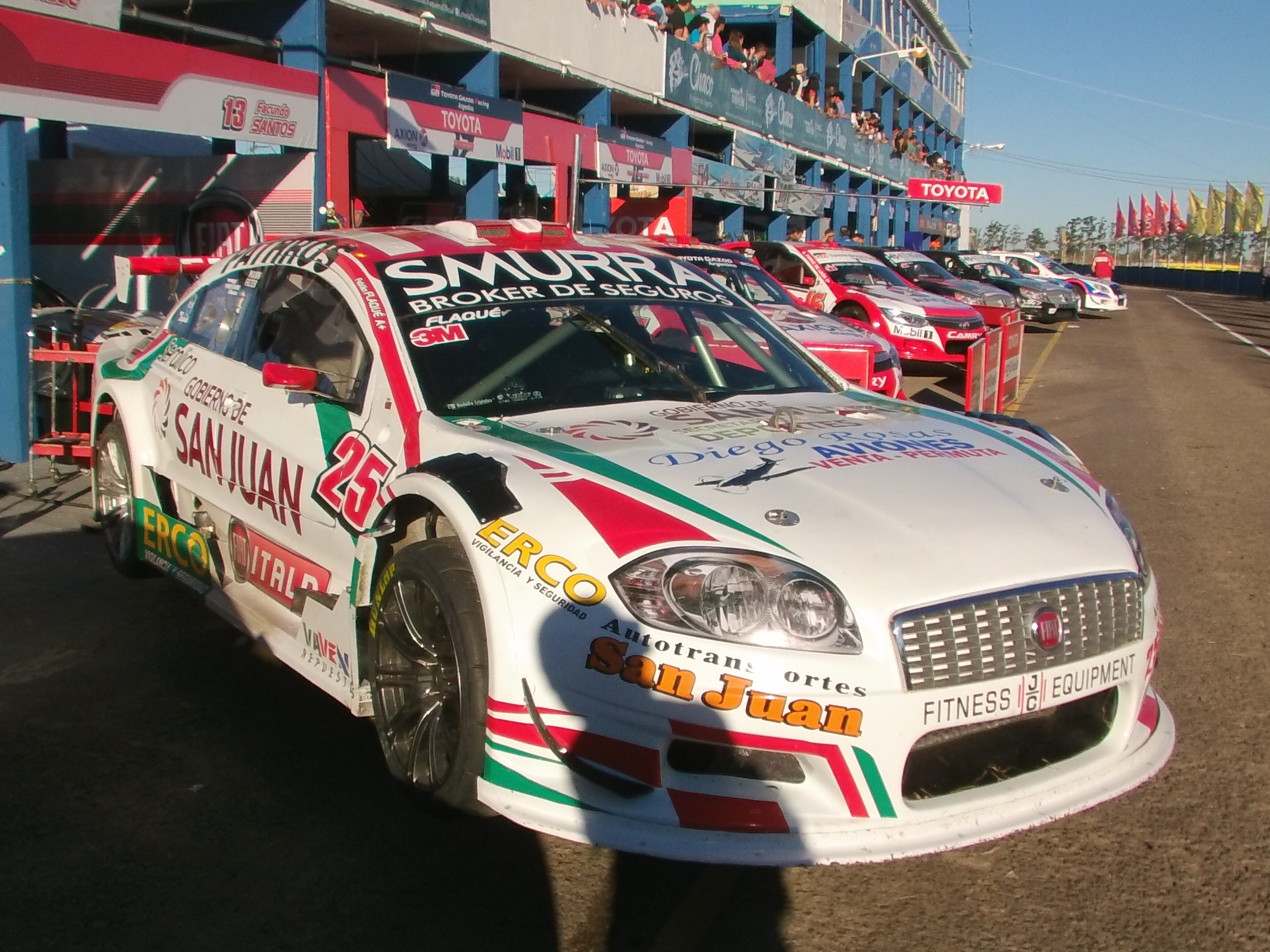
Fiat Linea TRV6 (MK I)
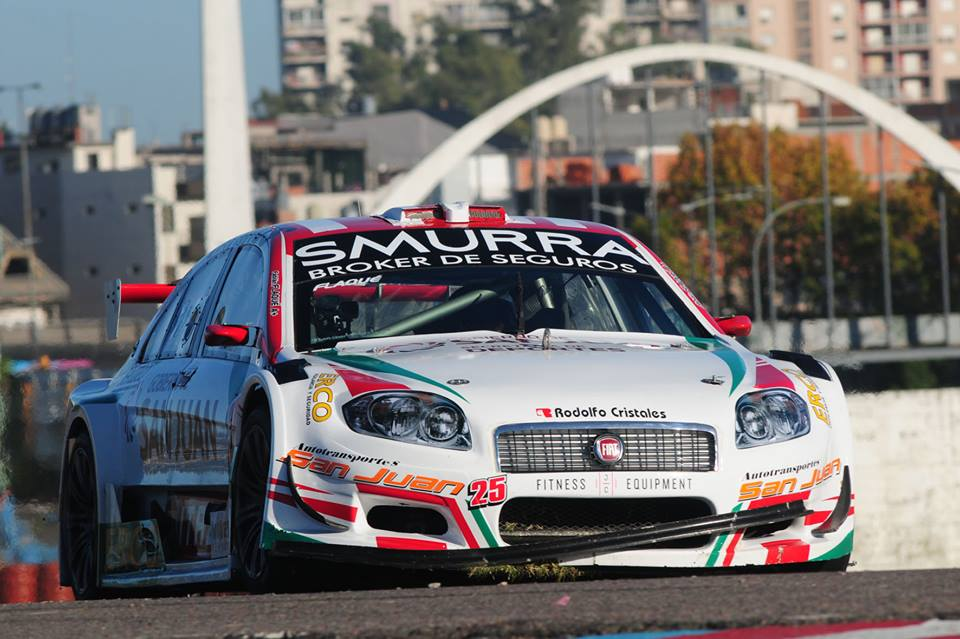
Fiat Linea TRV6 (MK II)
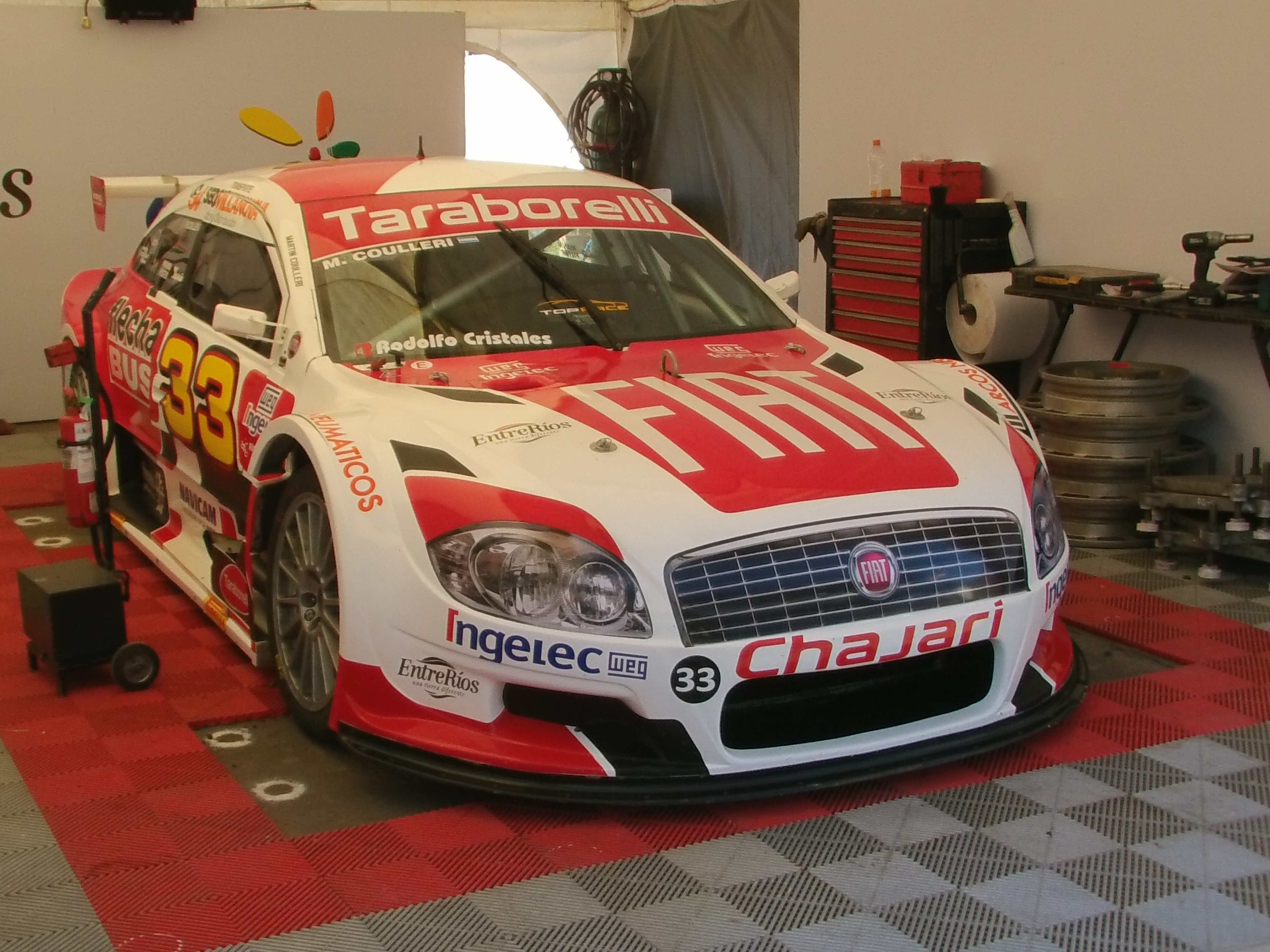
Fiat Linea Series.

## Palmarés
| Título  | Categoría       | Piloto             | Automóvil  | Año  |
| ------- | --------------- | ------------------ | ---------- | ---- |
| Campeón | Top Race Series | Lucas Ariel Guerra | Fiat Linea | 2014 |

## Pilotos ganadores con la marca
- Top Race Series

Agustín Canapino

Lucas Ariel Guerra

Martín Coulleri